# Chorągiew węgierska Buławy Wielkiej Koronnej
Zasugerowano, aby zintegrować ten artykuł z artykułem Chorągiew janczarska Buławy Wielkiej Koronnej. Nie opisano powodu propozycji integracji.

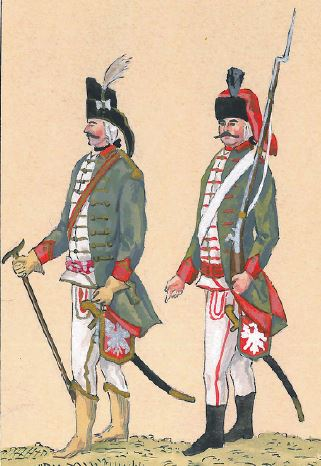
Żołnierze chorągwi węgierskiej BWK w 1775

Chorągiew Węgierska Buławy Wielkiej Koronnej – oddział piechoty armii koronnej wojska I Rzeczypospolitej.

## Formowanie i zmiany organizacyjne
Chorągwie piechoty węgierskiej były oddziałami przybocznymi hetmanów. 
Uchwalony na  sejmie 1717 roku komput wojska koronnego przewidywał zorganizowanie chorągwi janczarskiej buławy wielkiej koronnej w sile 150 porcji. W sztabie kompanii służyli: kapitan, porucznik, chorąży, lekarz, profos oraz kilku podoficerów i orkiestrantów.
Sejm roku 1776 ułożył nowy etat wojska, zmieniając znacznie jego strukturę. Chorągiew Węgierska Buławy Wielkiej Koronnej miała liczyć 72 żołnierzy. Etat z 1789 roku przewidywał po 73 osoby w chorągwi.
Stanowisko: przy boku hetmana wielkiego koronnego. Zgodnie z tradycją szefem chorągwi był także każdorazowo hetman wielki koronny (1717–1789) (stąd nazwa jednostki). Rozwiązana w 1789, a powtórnie wznowiona w 1793.

## Barwa chorągwi
Żołnierze chorągwi janczarskich, później znów przekształconych na węgierskie, nosili strój zbliżony do wzorów tureckich i węgierskich, przy czym kurtki poszczególnych chorągwi różniły się kolorem.

## Rotmistrzowie
- płk Karski (1754),
- płk Stanisław Bartochowski (1760)[a],
- Jakub Załęski (1775; dymisja 20 sierpnia 1778),
- Antoni Gozdowski.